# Gene Littler
Gene Alec Littler (* 21. Juli 1930 in San Diego, Kalifornien; † 15. Februar 2019) war ein US-amerikanischer Profigolfer. Er war für seine gefasste Art und mechanische Schlagweise bekannt, was ihm den Spitznamen „Gene the Machine“ einbrachte. Sein größter Erfolg war der Gewinn der US-Open im Jahr 1961. Im Jahr 1990 wurde er in die World Golf Hall of Fame aufgenommen.

## Karriere
Littler wurde in San Diego, Kalifornien geboren. Zwischen 1951 und 1954 diente er in der United States Navy.
Er gewann im Jahr 1953 die US-Amateurmeisterschaft. 1954 folgte ein Sieg auf der PGA Tour als Amateur bei der San Diego Open. Im selben Jahr wurde er Golfprofi und platzierte sich auf dem zweiten Platz bei der US-Open 1954, die er 1960 gewann. Beim Masters in Augusta war er im Jahr 1970 Zweitplatzierter.